# La Force du 13
La Force du 13 (abrégé en LFD13) est un parti politique français actif dans les Bouches-du-Rhône fondé le 13 novembre 2014 autour de Jean-Noël Guérini.

## Histoire

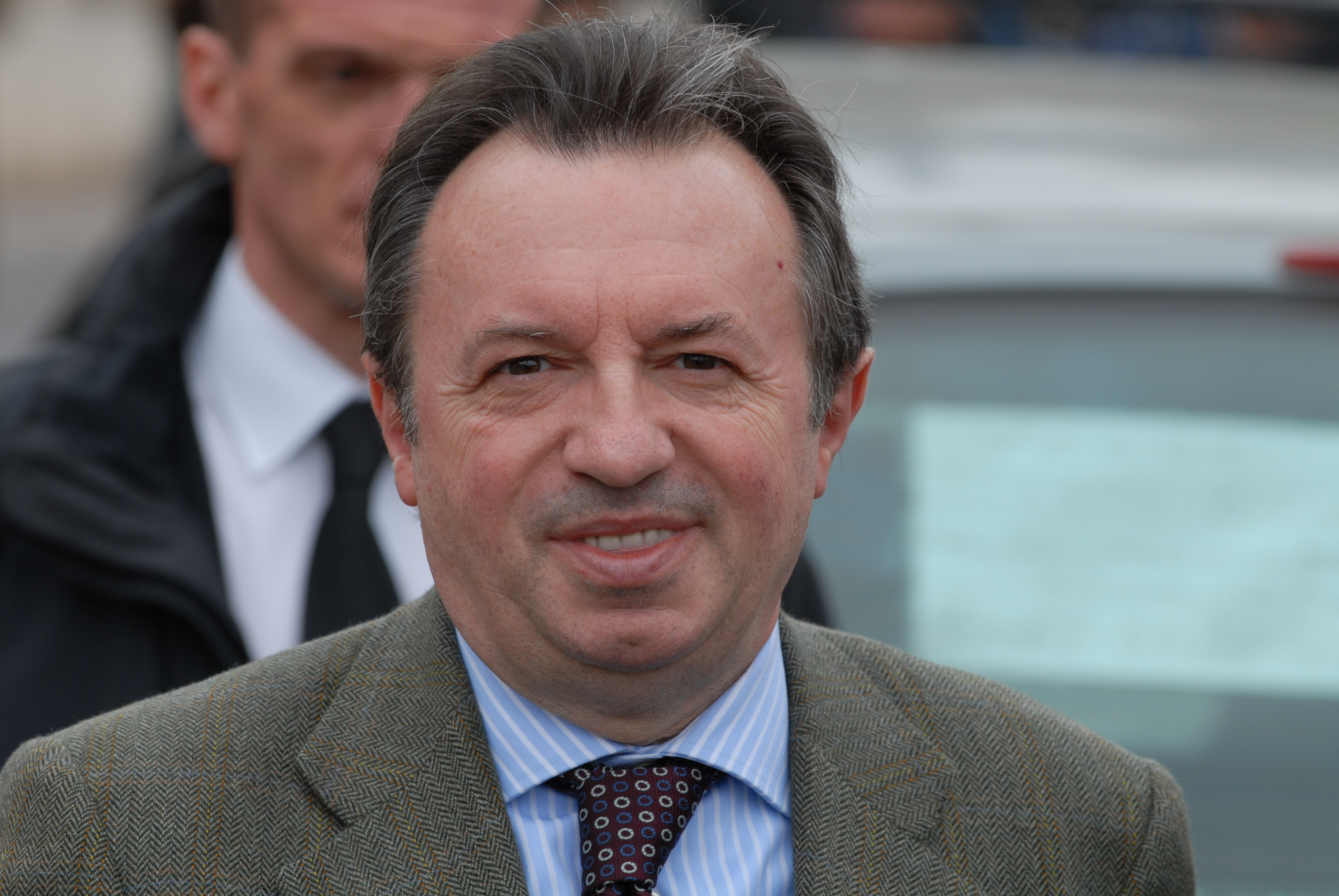
Jean-Noël Guérini, fondateur de La Force du 13.

Mis en examen en septembre 2011 pour notamment « association de malfaiteurs » et accusé de clientélisme, Jean-Noël Guérini, sénateur et président du conseil général des Bouches-du-Rhône, fait l'objet d'une procédure d'exclusion du Parti socialiste en janvier 2014 en raison de son soutien à Lisette Narducci, candidate du PRG lors des élections municipales de Marseille (elle rejoint finalement l'UMP au second tour).
Jean-Noël Guérini choisit toutefois de quitter le Parti socialiste avant que la procédure d'exclusion soit examinée et se présente en tête d'une liste « La force du 13 » lors des élections sénatoriales de septembre 2014 qui arrive en seconde position avec 30 % des voix des grands électeurs et trois sièges : Jean-Noël Guérini, Mireille Jouve et Michel Amiel.
Le 4 novembre 2014, en prévision des prochaines élections départementales, 22 conseillers généraux socialistes annoncent vouloir se présenter dans le cadre d'une alliance « PS - Front de gauche - Force du 13 - PRG » malgré l'appel du premier secrétaire du Parti socialiste Jean-Christophe Cambadélis à ne pas s'allier à la « Force du 13 ».
Le 13 novembre 2014, Jean-Noël Guérini transforme le mouvement « Force du 13 » en parti politique lors d'un meeting au cours duquel sont présents plusieurs conseillers généraux socialistes et communistes, des maires divers gauche, divers droite et sans étiquette ainsi que les députés socialiste Vincent Burroni et Jean-Pierre Maggi.
En 2016, le parti semble peu actif. Selon Bernard Marty, ancien candidat Force du 13 aux élections départementales, « il vivote ».

## Ligne politique
Lors du meeting de lancement du parti, Jean-Noël Guérini déclare que la « Force du 13 » n'est « ni à droite, ni à gauche, ni au centre », qu'il est « le parti de la vie réelle ». Il critique les politiques du Parti socialiste au niveau national, disant du président de la République François Hollande qu'il navigue « à vue entre reniements et réformes avortées », mais également localement en critiquant la politique « comminatoire » du Conseil régional présidé par Michel Vauzelle envers les communes ne construisant pas assez de logements sociaux.
La critique de la future métropole d'Aix-Marseille-Provence est l'un des principaux arguments du nouveau parti, Jean-Noël Guérini y voyant « moins de démocratie, moins de proximité et plus d'impôts ».

## Résultats électoraux

### Élections sénatoriales
| Année | Département      | Tête de liste     | Nuance | Voix  | %     | Rang | Élus  |
| ----- | ---------------- | ----------------- | ------ | ----- | ----- | ---- | ----- |
| 2014  | Bouches-du-Rhône | Jean-Noël Guérini | DVG    | 1 047 | 30,10 | 2e   | 3 / 8 |
| 2020  | Bouches-du-Rhône | Jean-Noël Guérini | DIV    | 538   | 15,63 | 3e   | 1 / 8 |

### Élections départementales
| Année | Département      | Binômes | Nuance | Premier tour | Premier tour | Second tour | Second tour | Élus   |
| Année | Département      | Binômes | Nuance | Voix         | %            | Voix        | %           | Élus   |
| ----- | ---------------- | ------- | ------ | ------------ | ------------ | ----------- | ----------- | ------ |
| 2015  | Bouches-du-Rhône | 7       | DVG    | 22 408       | 3,59         | 7 446       | 1,19        | 2 / 58 |